# Rafael Herrera Vegas
Rafael Miguel Herrera Vegas (Caracas, 11 de septiembre de 1868 - Buenos Aires, 29 de noviembre de 1928) fue un abogado, financista, empresario y político argentino de origen venezolano, que ejerció como Ministro de Hacienda de la República Argentina entre 1922 y 1923, durante la presidencia de Marcelo T. de Alvear.

## Biografía
Hijo de Rafael Herrera Vegas, un médico venezolano radicado en la Argentina cuando su hijo era muy pequeño, estudió en la Universidad de Buenos Aires, donde se recibió de abogado, doctorándose con una tesis sobre "Derechos hereditarios de la mujer casada".
Inició su carrera de abogado en 1894, incorporándose pronto al Banco Franco-Argentino. Entre 1899 y 1900 fue parte del directorio del Banco Hipotecario Nacional, ocupando el mismo cargo en el Banco de la Provincia de Buenos Aires en 1913. Tres años más tarde fue presidente del Banco Hipotecario.
En sociedad con su hermano, el médico Marcelino Herrera Vegas, dirigió la estancia "Las Hermanas", en el Partido de Bolívar de la Provincia de Buenos Aires, dedicado a la cría de ganado vacuno y cabaña de reproductores bovinos.
Fue profesor de Derecho Romano en la Facultad de Derecho de Buenos Aires, y desde 1913 fue miembro de su Consejo; fue también representante de la Facultad de Ciencias Económicas en el Consejo Superior de la Universidad.
En octubre de 1922 fue nombrado Ministro de Hacienda de la Nación por el presidente Marcelo T. de Alvear. Presentó un proyecto de ley para promover la producción industrial local, por medio de la elevación de un 25% de todos los aranceles aduaneros, que fue aprobado pese a la férrea resistencia de los legisladores de ideología liberal.
Presentó un segundo proyecto, el llamado Plan Herrera Vegas, que combinaba el ordenamiento presupuestario con la eliminación de las partidas extraordinarias y —como elemento central de su proyecto— un impuesto sobre la renta de carácter progresivo; de aprobarse, habría sido el primer impuesto a las ganancias personales implantado en la Argentina. Incluía impuestos a las herencias, y buscaba un grado de redistribución en favor de las provincias más pobres por medio de la coparticipación federal del producto de estos impuestos. En gran parte había sido diseñado por el asesor del ministro, el economista Alejandro Bunge.
El proyecto levantó airada oposición en las clases más acomodadas y en los empresarios; se crearon asociaciones y ligas para rechazar la reforma impositiva, que presionaron en privado y en público a los legisladores para su rechazo. El proyecto fue modificado por los diputados que componían las comisiones que lo examinaron, introduciendo excepciones y bajando la tasa del aumento a los impuestos a la importación, y bajó los gastos previstos en el presupuesto nacional, como paso previo a considerar innecesaria la reforma tributaria. En definitiva, el proyecto fue rechazado por el Congreso. En octubre de 1923, Herrera Vegas renunció a su cargo.
Fue sucedido por Víctor M. Molina, que también fracasó en imponer el impuesto a la renta, pero llevó una política librecambista, liberal. Este giro fue una de las causas de la división de la Unión Cívica Radical entre yrigoyenistas y antipersonalistas.
La escuela primaria 18 del Distrito Escolar 1, en la Capital Federal, lleva su nombre.